# Simão da Cunha Gago
Simão da Cunha Gago foi um bandeirante natural de Mogi das Cruzes. Era filho de Antônio da Cunha Gago, foi casado com Catarina Portes de El-Rei, falecida com testamento em 1687 em Taubaté, f.ª de João Portes de El-Rei e de Julianna Antunes e irmã de Tomé Portes del Rei, Simão teve quatro filhos naturais de Taubaté.
A sua família (os Cunha Gago) foi descrita por Silva Leme na obra Genealogia Paulistana (volume V, p. 181-182, § 5.º).
Era coronel do Regimento de Milícias de Jacareí e foi o responsável por uma das primeiras e mais antiga passagem da  Serra da Mantiqueira para alcançar o rio Paraíba do Sul, saindo de Aiuruoca e atravessando a atual garganta do Registro, nas Agulhas Negras, passando por terras de Itamonte. Também fundou, ou pelo menos foi o primeiro a citar as terras da hoje cidade de Alagoa - MG, onde em 1730 juntamente com o Padre Joaquim Mendes de Carvalho iniciaram uma povoação e construiram uma capela. 
Como também fixou um acampamento e iniciou o povoamento na região às margens do Rio Paraíba do Sul onde já habitada pelos índios Puris. O então Campo Alegre da Paraíba Nova transformou-se três anos depois em Nossa Senhora da Conceição do Campo Alegre da Paraíba Nova, mais tarde município de Resende.